# Dieter Borst

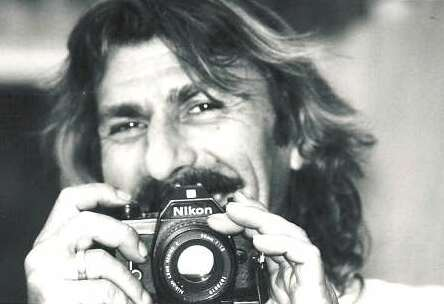
Dieter Borst em 1950

Dieter Borst (Schramberg, 12 de maio de 1950) é um pintor e escultor alemão.

## Vida
Ele estudou pintura na Academia Americana de belas artes em Munique e fez viagens de estudo no exterior, tanto a Europa ea África e agora vive como um artista livre e independente em Gran Canaria.

## Galeria

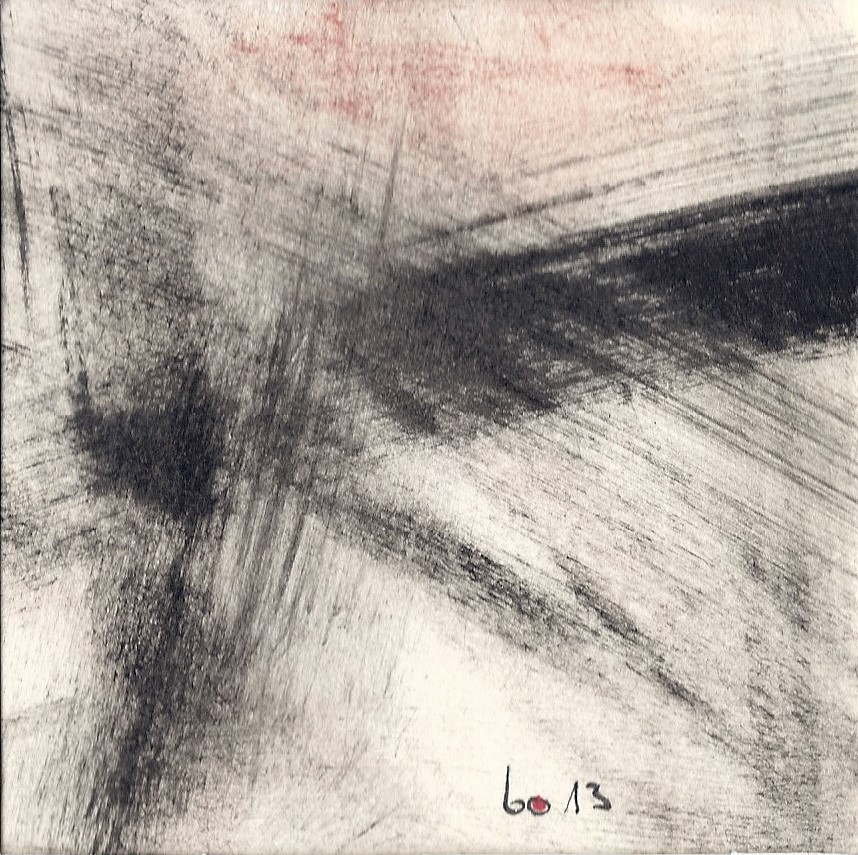
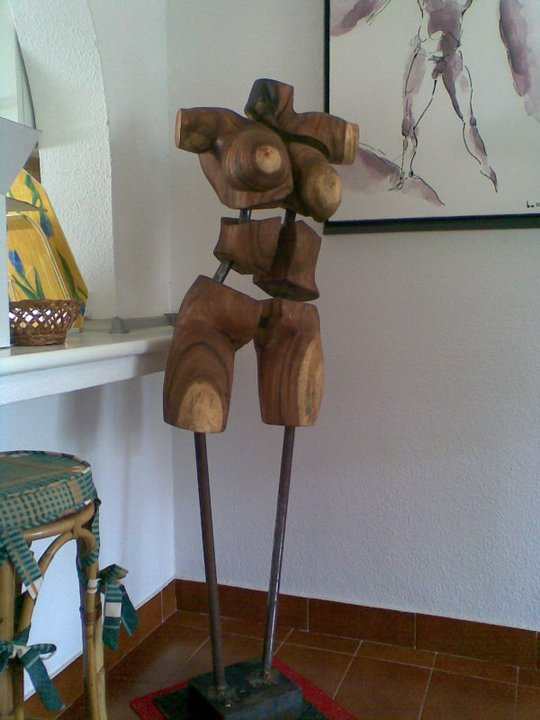
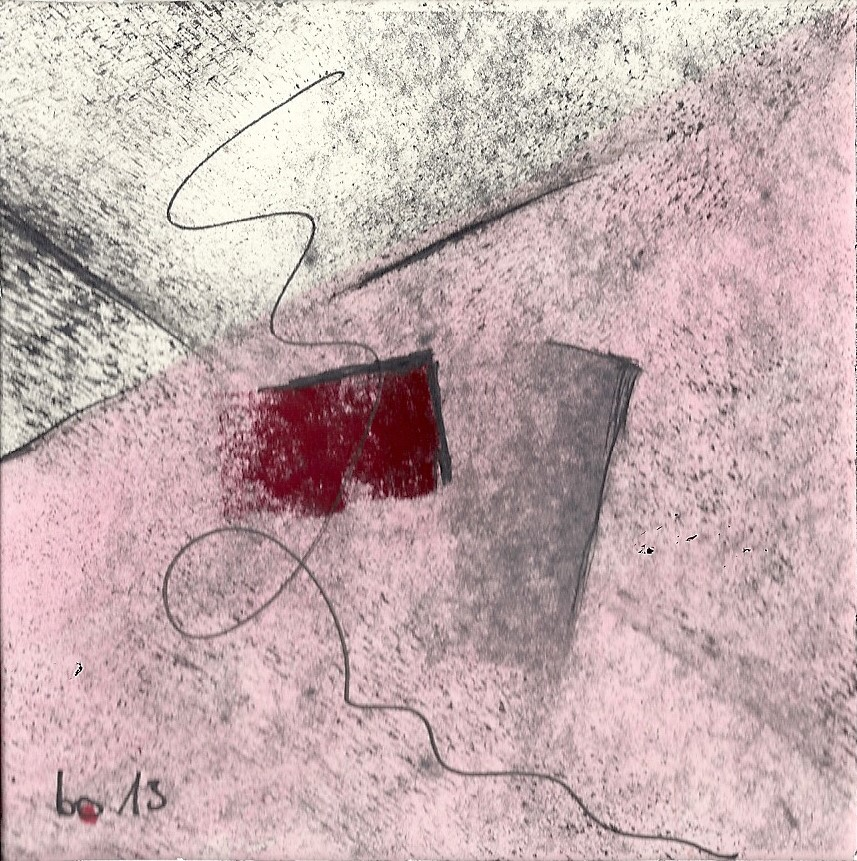
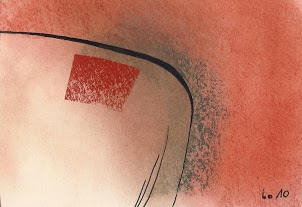
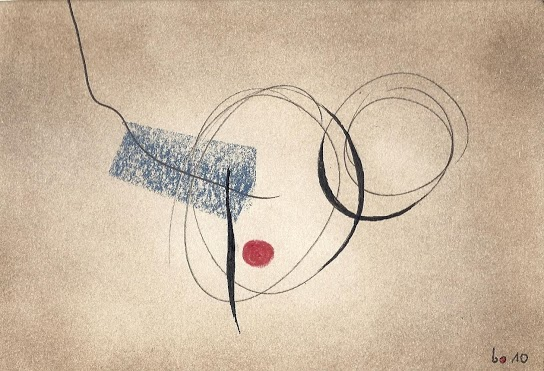
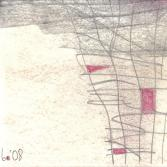
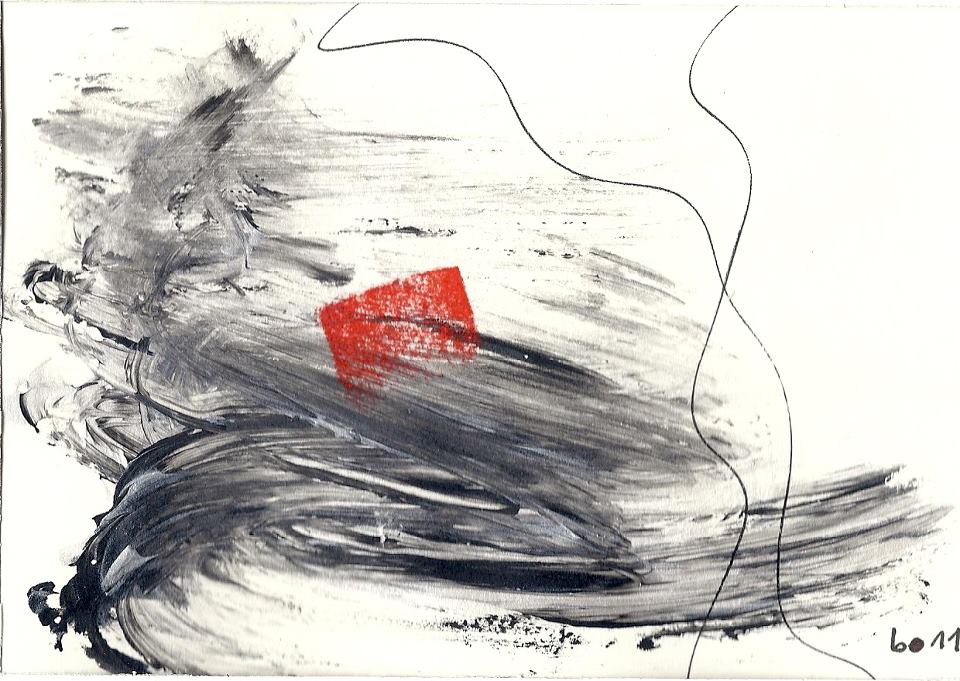
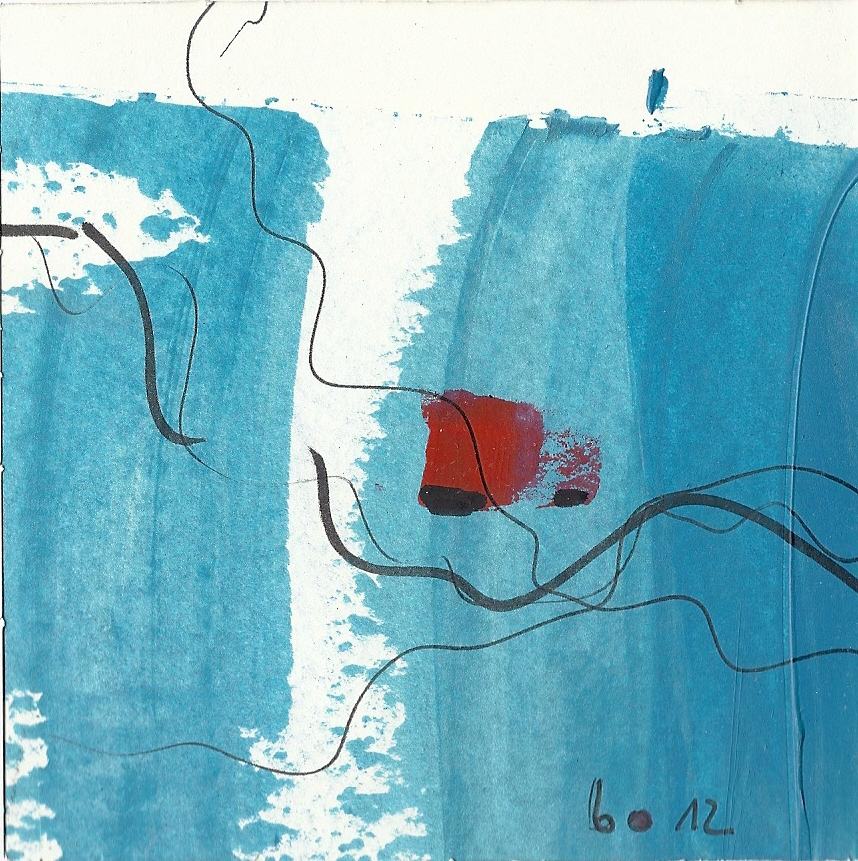
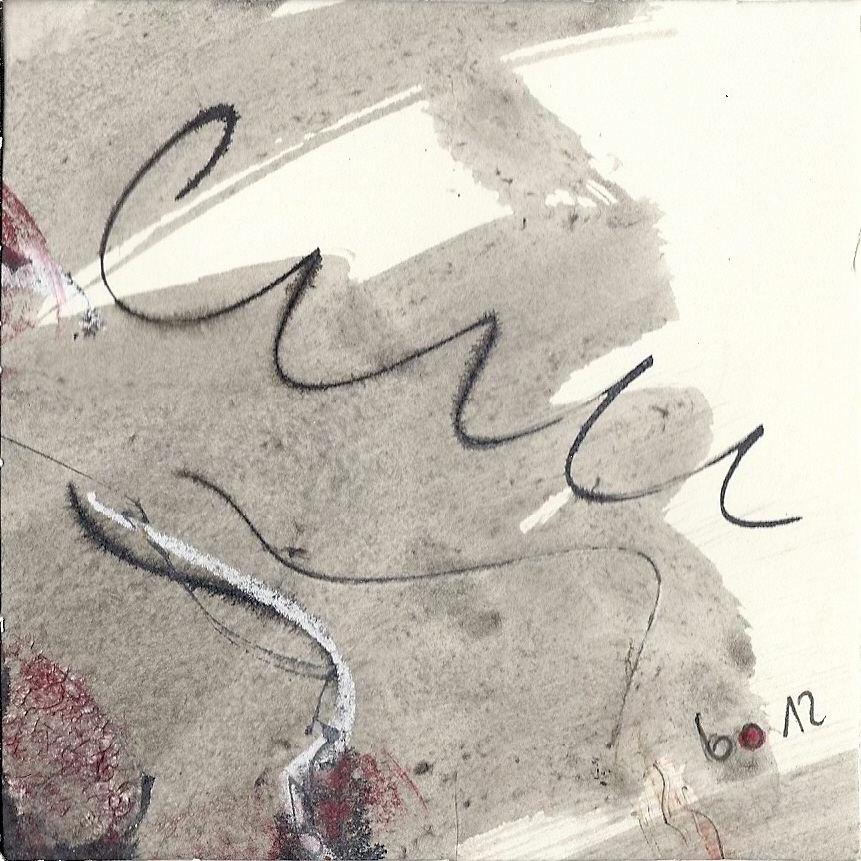
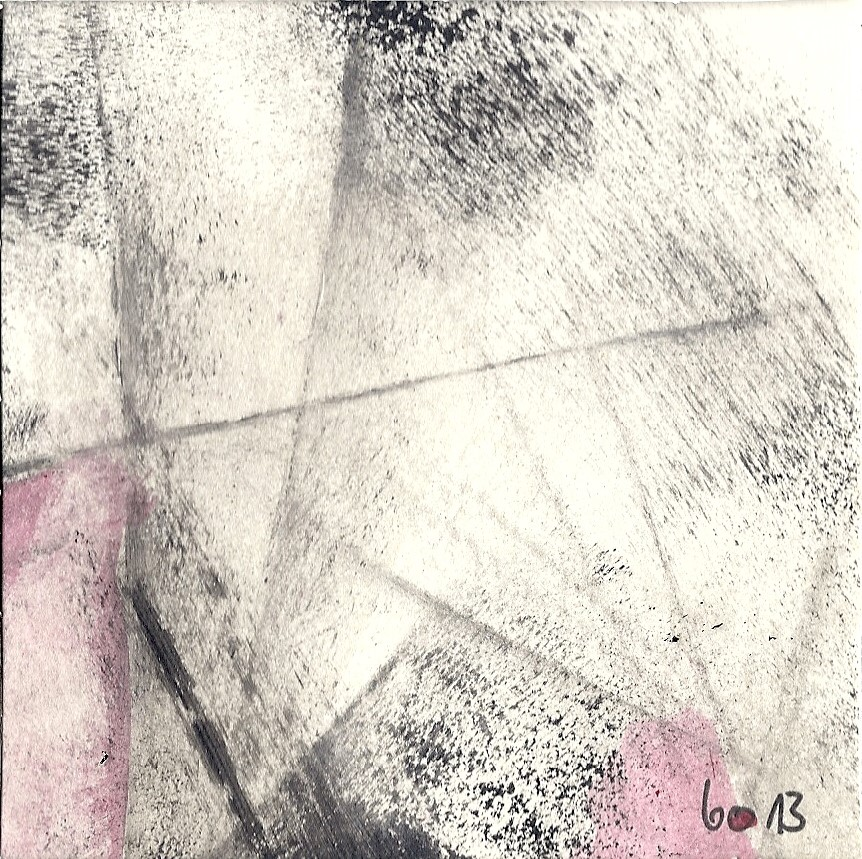
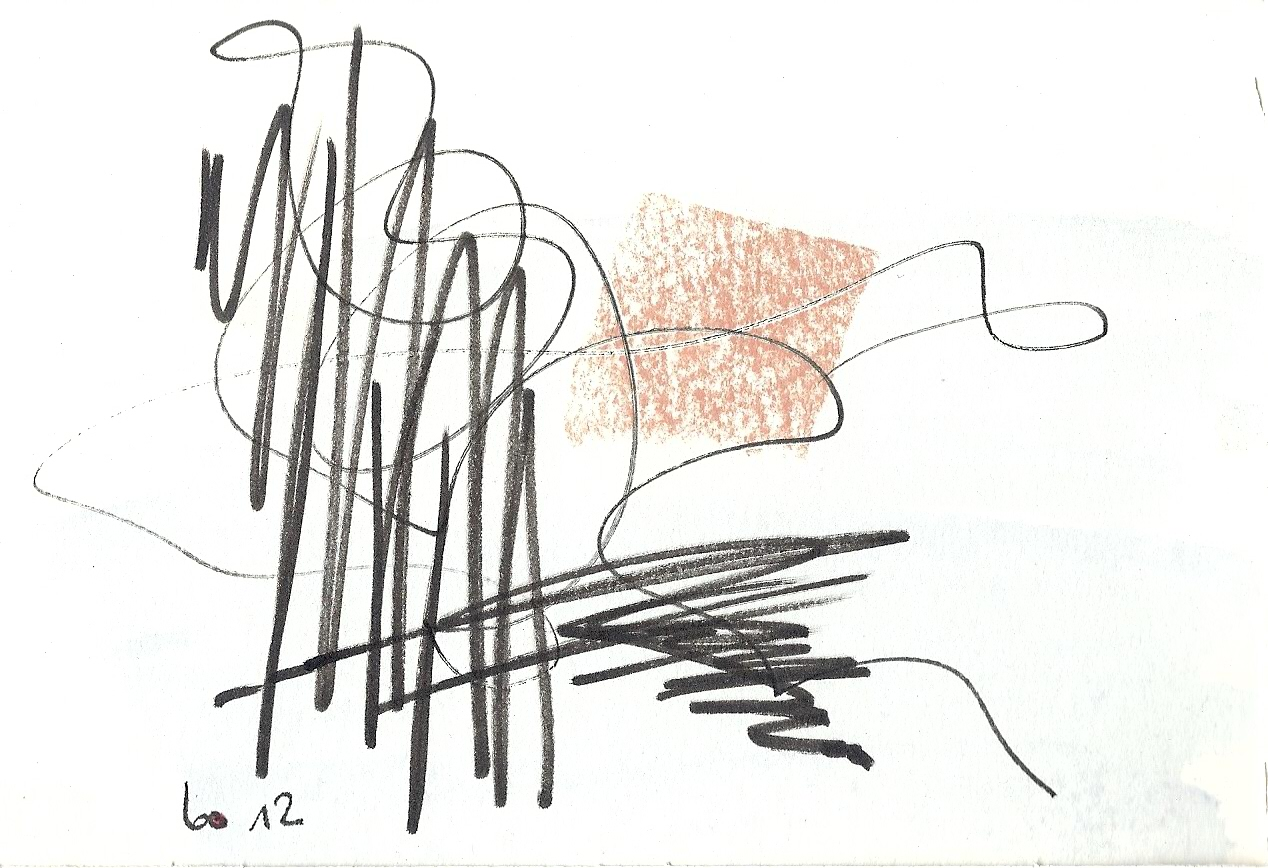
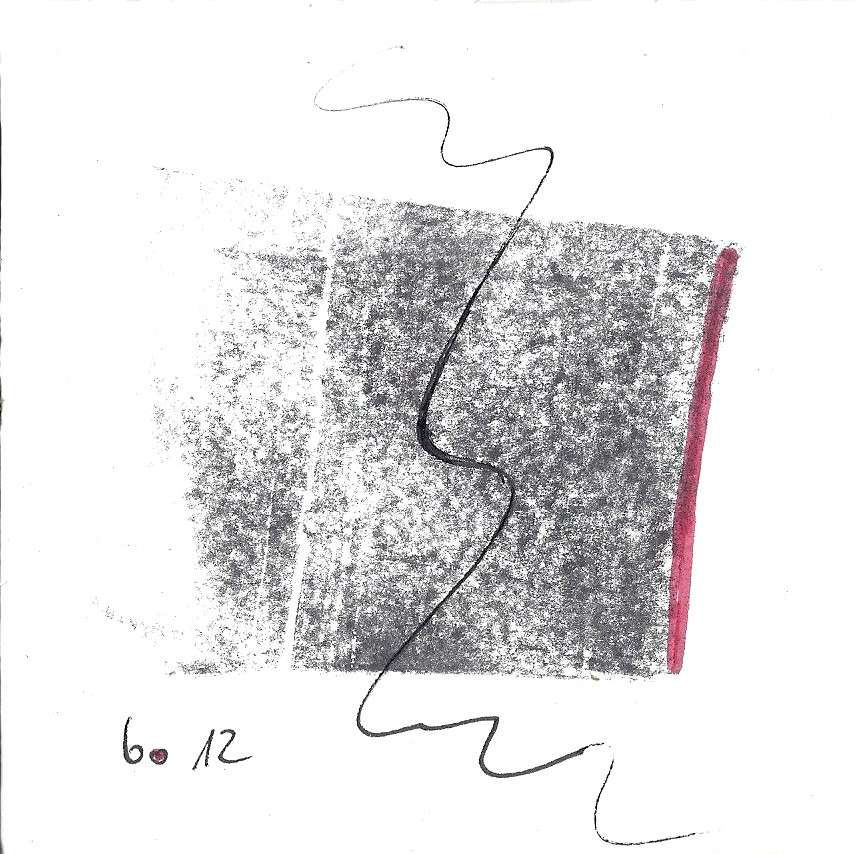
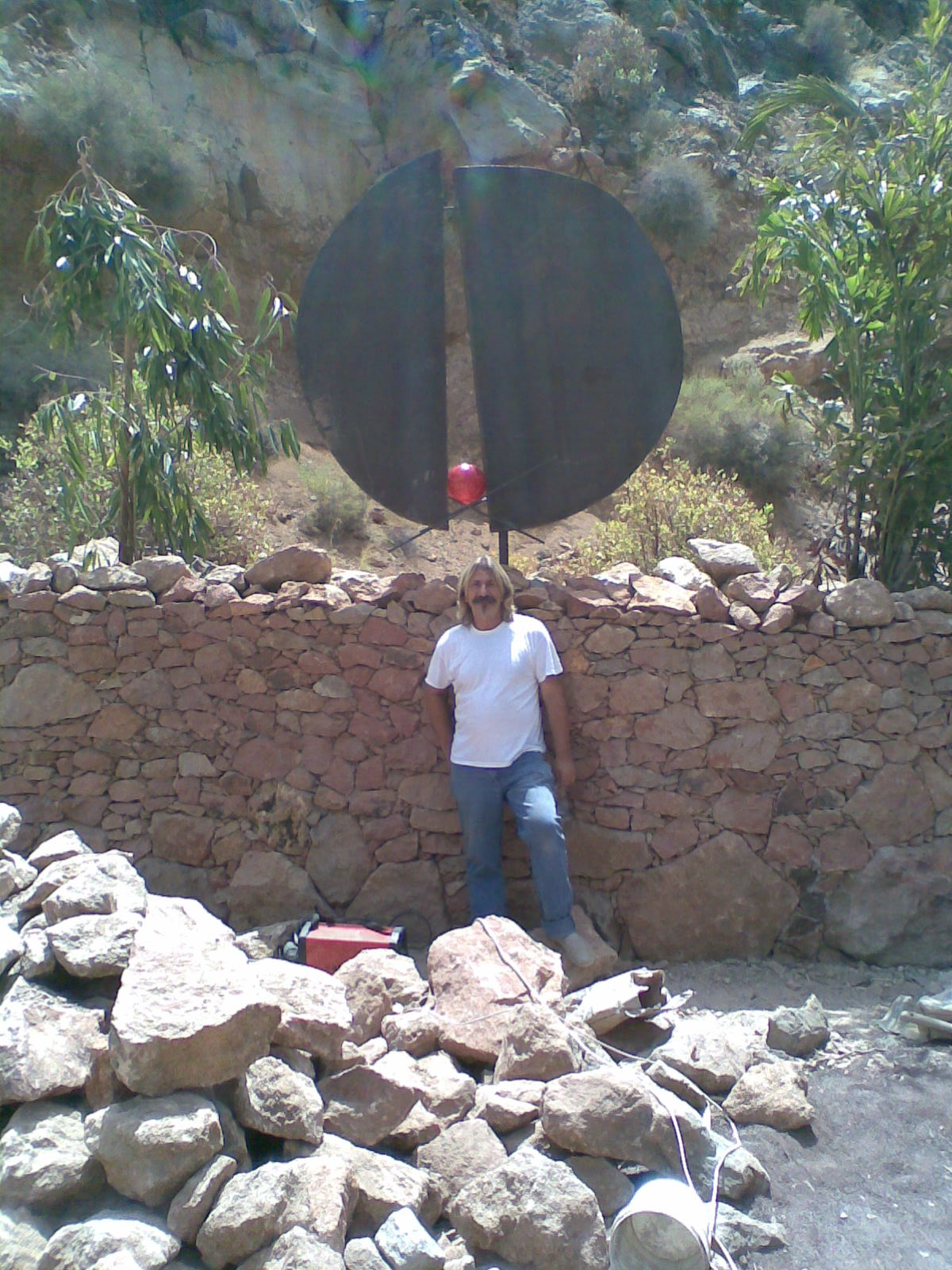
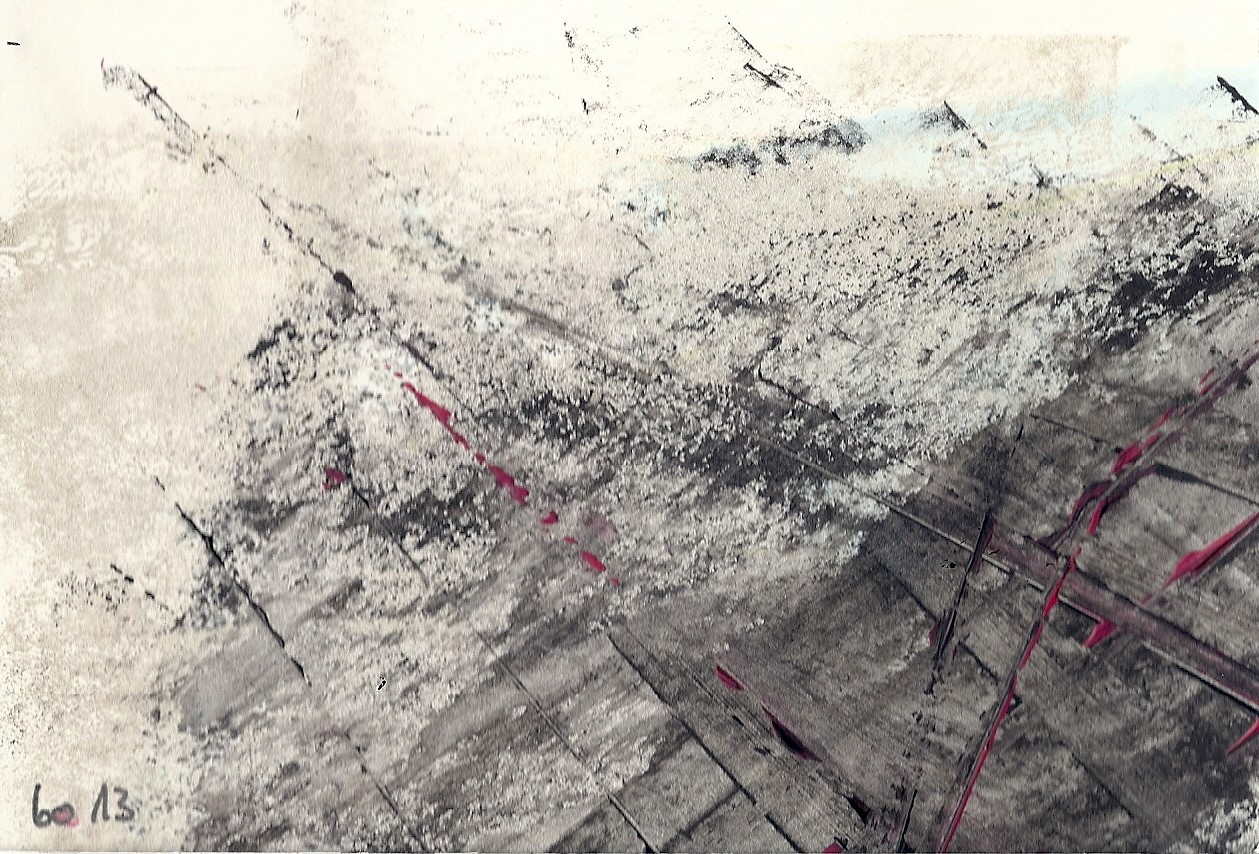
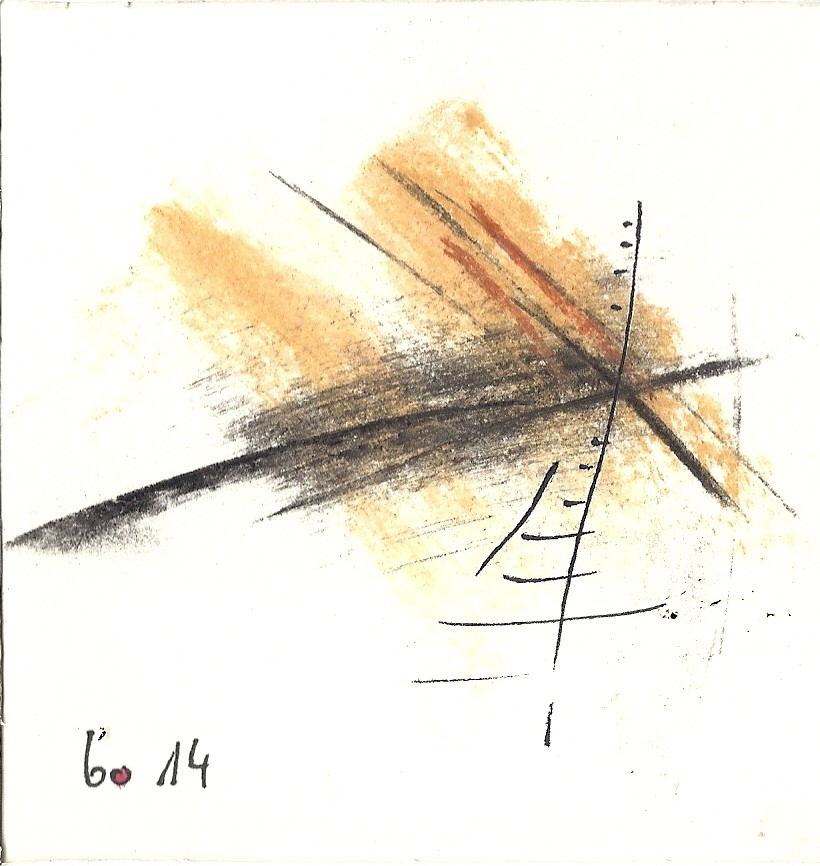
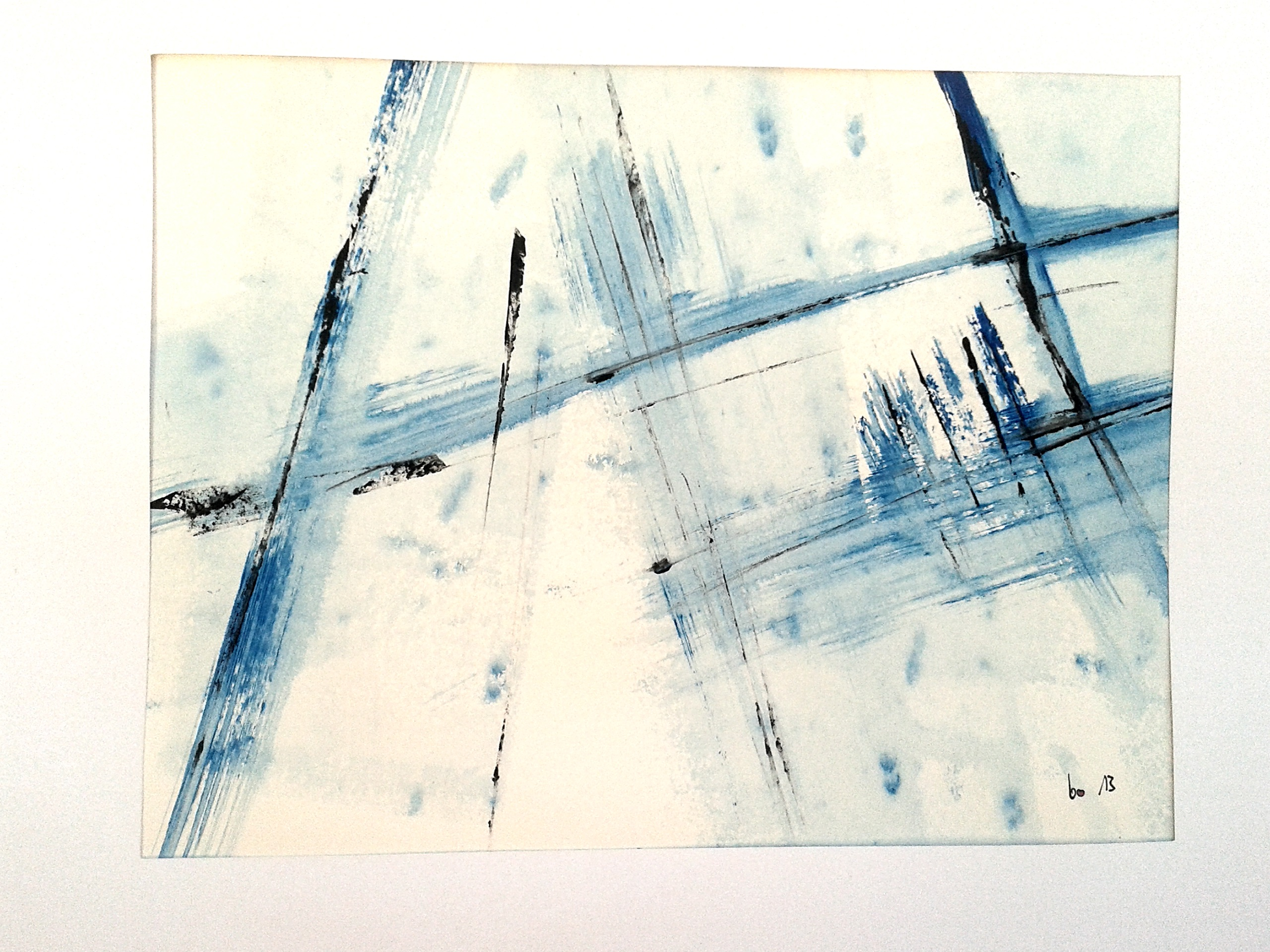

## Literatura
- Autor: Dieter Borst: Dieter Borst - 20 Jahre Rückblick, Editora: Bod, ISBN 978-3738653793
- Autor: Emanuel Schmitz: DIETER BORST ART INFORMEL 2010 - 2011, Editora: Epubli, ISBN 978-3844292619
- Autor: Diana Neubauer: Dieter Borst - Art Informel 2013, Editora: Books on Demand GmbH, ISBN 978-3-7322-5015-8
- Autor: Diana Neubauer: awarded-art - Vol 3, Editora:Bod, ISBN 978-3741266614
- Autor: Dieter Borst: Tachisme - Dieter Borst, Editora: Calvendo, ISBN 978-1325158621

## Museus, Galerias
- Broadway Gallery, Nueva York
- Gallery Colonial House Inn, Nueva York
- The Grand, Fort Lauderdale, Florida
- Gallerie Tempestas, Cololonia
- Galería de Arte, España/Gc

## Reverências
- Biblioteca Nacional de Alemanha, Dieter Borst
- Google scholar, Dieter Borst
- New York Arts Magazine, Dieter Borst
- Lexikonia - Enzyklopädie, Dieter Borst
- Artfairsinternational NY USA, Dieter Borst
- Broadway Gallery, NY USA, Dieter Borst
- Biblioteca Nacional de Alemanha, Dieter Borst
- Artnews, Dieter Borst
- Artslant - Worldwide, Borst
- NP-Neue Presse , Borst
- Newyorkartssupporters-wordpress,
- Haz-Hannoversche Allgemeine, Borst
- Fábrica de colores, mijello, Corea,
- Orfeudesantateresa wordpress,